# Geve
Xeve (también llamada San Andrés de Xeve y oficialmente Xeve) es una parroquia del municipio de Pontevedra, en la provincia de Pontevedra, Galicia, España.

## Localización
Está situada entre Pontevedra y Moraña, a unos 8 km de Pontevedra.

## Geografía humana

### Demografía
| Gráfica de evolución demográfica de Geve entre 1857 y 1940 |
| |
| Población de derecho según los censos de población del INE Población de hecho según los censos de población del INEEntre el censo de 1950 y el anterior, este municipio desaparece porque se agrupa en el municipio 36038 (Pontevedra) |

En el año 2000 contaba con una población de 1219 habitantes, que descendió hasta las 1126 personas (530 hombres y 596 mujeres) en el año 2009.

### Poblaciones
Según el nomenclátor de 2009, la parroquia comprende las poblaciones de:
- O Couso;
- Filgueira;
- Fragoso;
- Maúnzo;
- Santa Cruz;
- Sobral.